# Beatriz Haddad Maia
Beatriz Haddad Maia (født 30. maj 1996 i São Paulo, Brasilien) er en professionel kvindelig tennisspiller fra Brasilien.